# Granatnik HG40
HG40 – brytyjski granatnik podwieszany kalibru 40. Przystosowany do montażu pod karabinem automatycznym L85A1 Endeavour.